# Pyrros của Ipiros
Pyrros, (tiếng Hy Lạp: Πύρρος; 319 – 272 trước Công nguyên) là nhà quân sự, chính trị Hy Lạp cổ đại. Pyrros làm vua xứ Ipiros lần đầu từ năm 306 đến 302 trước Công nguyên, lần hai từ 297 đến 272 TCN. Pyrros cũng từng chiếm ngôi vua Macedonia trong giai đoạn 288–284 và 273–272 TCN.
Pyrros được xem là trong những một kẻ thù mạnh nhất trong thời kỳ đầu của chủ nghĩa đế quốc La Mã. Năm 281 TCN, Pyrros mang quân đến giúp cư dân Nam Ý chặn sự xâm lược của La Mã. Pyrros đã đánh bại quân La Mã trong hai trận lớn, nhưng bị thiệt hại rất nặng nề. Từ đó thuật ngữ "chiến thắng kiểu Pyrros" ra đời để chỉ những thắng lợi với những tổn thất có tính huỷ diệt ở phe chiến thắng. Quân La Mã cũng bị hao tổn, nhưng họ có nguồn nhân lực dồi dào nên dễ dàng bù đắp. Năm 275 TCN, La Mã đánh bại Pyrros và buộc ông ta lui quân về Ipiros.
Sau khi thua trận ở Nam Ý, dù quốc lực điêu đứng nhưng Pyrros vẫn tiến hành nhiều cuộc chiến tranh tại Hy Lạp, nhằm tranh ngôi với vua Macedonia Antigonos và xâm lược Sparta. Theo sử cũ, Pyrros bị một người đàn bà giết khi đang đánh phá thành phố Argos. Pyrros được đánh gia là một trong những lãnh đạo quân sự tài ba của phương Tây cổ đại; song cũng bị phê phán vì thói ham phiêu lưu, không biết xây dựng một sách lược chính trị, quốc phòng lâu dài cho Hy Lạp trước sự bành trướng của La Mã. Ngày nay, giới nghiên cứu chủ yếu biết đến Pyrros thông qua bài viết chi tiết của sử gia La Mã Plutarchus về cuộc đời Pyrros trong bộ "Tiểu sử sóng đôi".

## Đầu đời
Pyrros là con của Aeakides, thủ lĩnh người Molossia ở Ipiros, và Phthia. Mẹ Pyrros là em họ của Alexandros Đại đế thông qua bà Olympias - mẹ của Alexandros, nên có thể coi Pyrros có dòng máu Alexandros. Cha của Phthia là người hùng trong cuộc chiến tranh giải phóng Hy Lạp khỏi Vương quốc Macedonia, còn gọi là "chiến tranh Lamia". Còn gia đình bên nội của Pyrros tự nhận mình là hậu duệ của Neoptolemos, con của Achilles trong thần thoại Hy Lạp.
Năm Pyrros ông 2 tuổi (317 TCN), Aeakides bị lật đổ và trục xuất. Sau đó anh khác mẹ của Aeakides được tôn làm thủ lĩnh. Người Molossia cũng giết hầu hết các thân tính của Aeakides, trừ 2 người Androclides và Angelus mang được Pyrros đi lánh nạn. Rời khỏi Ipiros, Androclides, Angelus và Pyrros sống lưu vong trong lãnh thổ của Glaukias, thủ lĩnh bộ tộc Taulanti của người Illyria. Tại đây vợ Glaukias là Beroea, một người có quan hệ huyết thống với Aekides, để nuôi dạy cho Pyrros bởi Beroea.
Năm 306 TCN, Pyrros 12 tuổi được Glaukias đưa về làm vua Ipiros. Pyrros nhanh chóng gặp sự chống đối của người tộc Molossia. Trong lúc Pyrros đi dự một đám cưới ở bộ lạc Taulanti, dân Molossia phế truất Pyrros và Neoptolemos II lên thay. Sử cũ cho biết cuộc nổi dậy này có sự chống lưu của thủ lĩnh Macedonia Kassandros.

## Tướng dưới quyền Demetrios

Các bộ lạc ở Ipiros cổ đại

Năm 307 TCN, chiến tranh Diodochi lần thứ tư bùng nổ. Để hợp nhất lại đế quốc của Alexandros trước kia, sứ quân Antigonos Monophthalmos đã gây chiến với thủ lĩnh Macedonia Kassandros, vua Ai Cập Ptolemaios của Ai Cập, và vua Syria Seleukos của Babylonia. Antigonos sai con là Demetrios đánh Hy Lạp và liên kết với Glaukias chống Kassandros. Để thắt chặt liên minh này, Glaukias gả chị Pyrros là Deidamia cho Demetrios; và Pyrros trở thành thuộc tướng của Demetrios.
Năm 301 TCN, Pyrros chiến đấu dưới cờ Antigonos trong trận Ipsus ở tây bộ Thổ Nhĩ Kỳ. Sử sách chép rằng Pyrros chiến đấu dũng cảm, chiến thắng mọi cuộc đấu tay đôi và làm mọi người thán phục. Nhưng kết thúc chung cuộc trận đánh là thất bại thảm hại của Antigonos. Antigonos bị giết, Demetrios lui về cố thủ ở một phần đất Hy Lạp. Demetrios cử Pyrros làm thống đốc một trong những thành phố tại đây. Không lâu sau, Demetrios ký hòa ước với vua Ai Cập Ptolemaios, khiến Pyrros phải làm con tin cho Ptolemaios.

## Lên ngôi lần hai
Khoảng năm 300-299 TCN, Pyrros dời đến thủ đô Alexandria của Ai Cập. Tại đây, Pyrros đã lập được nhiều mối quen biết với những người có quyền thế, đặc biệt là vương hậu. Qua những chuyến đi săn và tài năng trên chiến trường, Pyrros đã chiếm được thiện cảm của vua Ai Cập. Ptolemaios gả con gái là Antigone cho Pyrros. Được Ptolemaios giúp đỡ về tài chính và quân sự, Pyrros đã tập trung đủ vốn để lập một đội quân. Năm 297 TCN, Ptolemaios tuyên bố phục ngôi cho Pyrros, và đưa Pyrros cùng đoàn quân đánh thuê về nước.
Về Ipiros, Pyrros bày tỏ ý định cùng trị vì với vua Ipiros bấy giờ là Neoptolemos II của mình. Neoptolemos II chấp nhận. Một thời gian sau, thuộc hạ của Neoptolemos là Gelo thuyết phục Myrtilus, người hầu rượu của Pyrros, đánh thuốc độc chủ của mình. Myrtilus giả vờ nghe theo nhưng sau đó tố cáo âm mưu này với Pyrros. Để có thêm nhân chứng, Pyrros bảo Myrtilus đưa thêm những người bạn của mình tham gia vào âm mưu này. Cả Gelo và Neoptolemus đều bị lừa nên họ huênh hoang khoác lác khắp nơi. Neoptolemus bị một người đàn bà nghe lỏm, bà này nói lại với vợ của Pyrros, hai vị vua tiếp tục giả vờ tử tế với nhau.
Năm 295 TCN, Pyrros thấy thời cơ đến, bèn giết Neoptolemos trong một buổi tiệc. Sau đó Pyrros công bố với dân rằng Neoptolemos làm phản nên bị chết. Từ đây Pyrros trở thành vua duy nhất của Ipiros.

## Làm vua Macedonia

### Can thiệp tình hình Macedonia
Vào năm 298 TCN, Macedonia bị phân chia giữa Antipatros ở miền tây và em là Alexandros V ở miền đông (sông Axios ở ranh giới). Sau một số cuộc giao chiến, Alexandros yếu thế, phải cầu viện Demetrios và Pyrros.
Năm 294 TCN, Pyrros xua quân đánh Macedonia, phục hồi can bằng quyền lực giữa Antipatros và Alexandros. Để hậu tạ, Alexandros tặng Pyrros một phần đất của Molossis- và thành phố Ambrakia (nay là Arta, Hy Lạp). Sau đó, Pyrros lập Ambrakia làm thủ đô vì thấy có đường ra biển.

### Chiến tranh với Demetrios
Ít lâu sau, Demetrios giết Alexandros V rồi lên làm vua Macedonia. Sau khi chị Pyrros (tức vợ của Demetrios) chết, Demetrios công khai tấn công Ipiros. Pyrros mang quân đi đánh, nhưng không gặp được Demetrios. Pyrros chỉ chạm mặt với hậu quân mà Demetrios để lại tại Macedonia, do Pantauchos chỉ huy. Trận đánh diễn ra dữ dội và Pantauchos đã thách Pyrros đánh tay đôi. Pyrros chấp nhận và hai đoàn quân ngừng giao chiến để quan sát cuộc tỉ thí. Thoạt tiên, Pyrros và Pantauchos dùng giáo, rồi họ sáp lại gần nhau hơn và rút kiếm ra. Pyrros bị một vết thương nhưng cũng đáp lại đích đáng với hai cú đánh trời giáng lên Pantauchos, một ở vai và một ở cổ. Sau đó Pyrros định giết Pantachos nhưng không được vì thuộc hạ đã ùa ra cứu khi Pantauchos ngã. Được cổ vũ bởi chiến thắng của Pyrros, quân Ipiros nhất tề xông lên đánh tan phương trận Macedonia và bắt 5000 tù binh.
Sau trận đánh đó, Pyrros phát triển tấn công vào Macedonia. Người Ipiros đã hầu như chiếm được toàn bộ vương quốc này. Rất nhiều binh sĩ Macedonia chạy sang hàng ngũ của Pyrros. Pyrros quyết định không mạo hiểm đánh một trận tử chiến mà đề nghị ký kết với Demetrios một hòa ước. Demetrios cũng sẵn sàng hòa hoãn vì không muốn bị suy yếu vì cuộc chiến tranh với Pyrros trong khi có thể chiếm các vương quốc giàu có ở phương Bắc. Sau đó, Demetrios triệu tập 10 vạn quân tinh nhuệ và 500 chiến thuyền chuẩn bị Bắc chinh. Các vua phương Bắc bèn tìm cách gây rối loạn nội bộ của Demetrios. Họ đã gửi thư từ và sứ giả đến gặp Pyrros và thuyết phục Pyrros tận dụng thời cơ Demetrios chinh chiến ở phương Bắc để chiếm hết Macedonia. Pyrros đồng ý, phần nhiều là vị Demetrios đã cướp đi vợ Pyrros cùng với đảo Corcyra. Sau khi Antigone qua đời, Pyrros đã cưới thêm nhiều người vợ khác để mở rộng quyền lực. Lanassa có của hồi môn là hòn đảo Corcyra. Bà ghen tuông khi Pyrros quá chăm chút những bà vợ người ngoại tộc nên bỏ về Corcyra và mời Demetrios đến. Lập tức, Demetrios phái hải quân đến và lấy luôn cả hòn đảo này lẫn Lanassa. Đó là một vùng đất quan trọng trong vương quốc của Pyrros.
Khi Demetrios đang chinh chiến ở phương Bắc, Pyrros đã xâm lược Macedonia từ phương Nam và chiếm Beroea - một thành phố quan trọng ở miền nam Macedonia. Demetrios phải kéo quân về về giao chiến với Pyrros. Nhưng nhiều binh sĩ người Beroea trong quân đội của Demetrios không muốn đánh nhau vì thấy Pyrros khoan hồng với tù binh, khác với Demetrios vốn trịch thượng và tàn ác. Pyrros cũng cài một số gián điệp vào hàng ngũ Macedonia. Những người này đã kêu gọi binh lính đầu quân cho Pyrros vì đây là một vị tướng tốt. Cuối cùng, phần lớn quân chủ lực Macedonia đã đào ngũ theo Pyrros và Demetrios buộc phải cải trang, bỏ trốn để giữ mạng sống.
Bấy giờ Lysimachus đang quấy rối Demetrios ở phương Bắc, và yêu cầu Pyrros phải chia sẻ Macedonia với mình. Vì không tin chắc vào sự trung thành của người Macedonia nên Pyrros đồng ý. Pyrros bèn ký hòa ước với Demetrios, rồi sau đó Demetrios tiến đánh lãnh thổ của Lysimachos ở Tiểu Á. Nhưng khi Demetrios dẫn quân đi, Pyrros liền kích động thần dân người Thessaly của Demetrios nổi loạn. Pyrros cũng vây đánh một số thành phố của Demetrios. Nhưng sau khi Demetrios thua trận ở Syria, Lysimachos bất ngờ tấn công Pyrros, chiếm được nhiều lương thảo và gây tổn thất nặng nề cho quân đội của Pyrros. Sau đó bằng cách hối lộ, tung tin đồn và khơi dậy lòng tự tôn của người Macedonia, Lysimachos thuyết phục được dân Macedonia quay sang chống lại Pyrros. Thấy tình thế không thuận lợi, vào năm 284 trước Công Nguyên, ông lui quân về Ipiros, để cho Lysimachos làm vua Macedonia.

## Giúp người Tarentum đánh quân La Mã
Năm 281 TCN, một thành bang Hy Lạp là Tarentum (ở miền nam Ý ngày nay), bị La Mã xâm lược. La Mã bấy giờ tích cực theo đuổi chủ nghĩa đế quốc, bành trướng vào lãnh thổ của dân Hy Lạp ở Đại Hy Lạp (Magna Graecia). Chính quyền Tarentum không cự nổi, phải cầu cứu Pyrros. Người Tarentum cũng hứa sẽ liên kết với các dân Lucania, Messapia và Samnium để lập một lực lượng quân sự mạnh, tổng cộng có 2 vạn kỵ binh và 35 vạn bộ binh. Sau khi lập liên minh với vua Macedonia Ptolemaios Keraunos, Pyrros đến Ý vào năm 280 TCN.

Những cuộc hành binh của vua Pyrros trong cuộc Chiến tranh cùng tên (280-275 TCN).

Pyrros sai Cineas đưa quân tiên phong 3000 người sang Ý trước. Sau đó, bản thân Pyrros đem 3000 kị binh, 2000 cung thủ, 500 lính ném đá, 20000 bộ binh và 20 voi chiến đổ bộ vào Ý trên các thuyền của Tarentium. Con Pyrros là Ptolemaios phải thay cha cai quản Ipiros. Trên đường đến Ý, quân Ipiros gặp một trận bão lớn, nhiều thuyền đắm làm chết hơn 2000 lính và 2 voi chiến. Nhưng Pyrros vẫn tiến quân vào Tarentium Để đề phòng người Tarentum không chịu hợp tác chiến đấu, Pyrros sai niêm phong các địa điểm giải trí nào, cấm tuyệt đối cuộc tụ tập, tiệc tùng và nói đây không phải lúc để chơi đùa. Pyrros còn bắt tất cả đàn ông phải lao động, làm nhiều người Tarentium phải bỏ đi nơi khác. Không lâu sau, Pyrros nghe tin tổng tài La Mã Publius Valerius Laevinus dẫn đại quân qua Lucania và cướp bóc xứ này. Quân tiếp viện Lucania, Messapia và Samnium vẫn chưa tới, nhưng Pyrros quyết định không chờ họ nữa. Pyrros chủ động đem quân Ipiros và quân Tarentum đến chặn quân La Mã trên cánh đồng Heraclea.

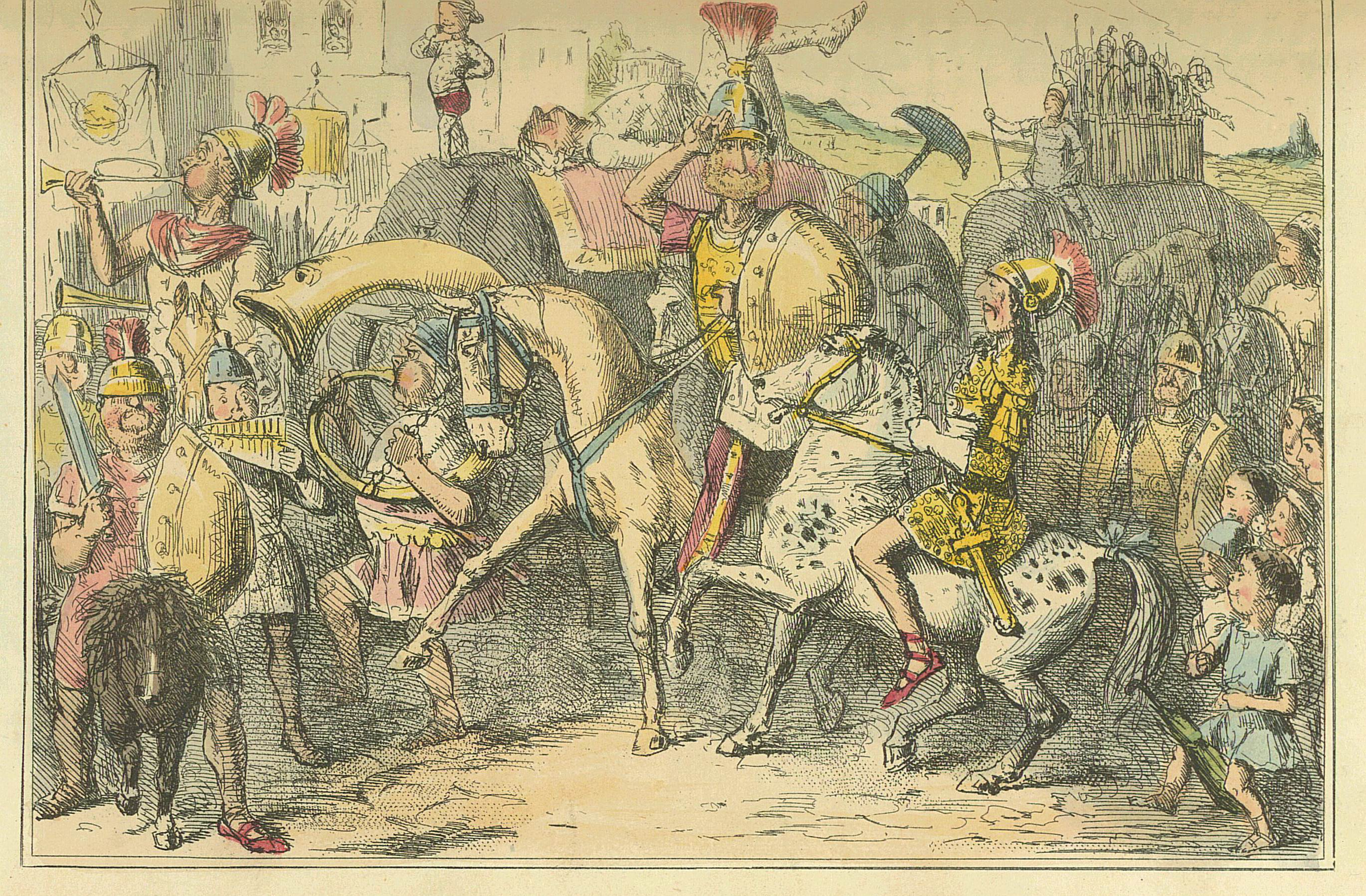
Pyrros tiến vào Ý, tranh vẽ của John Leech trong bộ Truyện tranh lịch sử La Mã.

Theo Plutarch, sau khi nhìn thấy doanh trại La Mã, Pyrros kinh ngạc trước trình độ tổ chức và kỉ luật nghiêm ngặt của họ. Pyrros đổi ý, định đàm phán với đàm phán với người La Mã để câu giờ cho quân liên minh đến giúp. Pyrros thuyết phục Laevinus ngừng tấn công Tarentium nhưng bị cự tuyệt; và Pyrros buộc phải dàn quân chống trả. Nhờ khéo sử dụng kỵ binh và tượng binh, Pyrros đã đánh bại được quân La Mã trong trận Heraclea. Sử cũ có mâu thuẫn trong việc thống kê 2 phe. Hieronymus xứ Cardia chép rằng quân La Mã và quân Pyrros lần lượt hao tổn 7000 và 3000 lính. Nhưng Dionysius đưa ra số thương vong là 15000 quân La Mã và 13000 quân Hy Lạp. Trong số quân Hy Lạp chết trận có nhiều tướng giỏi và thân cận nhất của Pyrros; do vậy ông ta tuyên bố một trận đánh tương tự nữa sẽ buộc ông ta phải trở về Ipiros. Pyrros cũng buộc tù binh La Mã nhập quân ngũ Ipiros, nhưng họ từ chối. Pyrros khen họ có chí và cho về với La Mã.
Sau chiến thắng Heraclea, Pyrros đưa quân đến uy hiếp Roma. Một số bộ lạc bao gồm Lucani, Bruttii, Messapia, và các thành bang Hy Lạp là Croton và Locri thiết lập liên minh với vua Pyrros. Nhưng người La Mã đã nhanh chóng xây dựng một đội quân mới. Pyrros lại không muốn vây đánh Roma vì sợ tổn thất, bèn sai Cineas đi đàm phán với nghị viện La Mã. Sứ mệnh của Cineas thất bại. Pyrros bèn đưa quân đến Anagnia, chiếm Praeneste và cướp bóc bọi vùng đất trên đường tiến. Quân Hy Lạp càng lúc càng trở nên vô kỷ luật. Trong khi đó, người La Mã đã giảng hòa với người Etruscan để rảnh tay mở một chiến dịch mới đánh Pyrros tại Ý. Pyrros phải thu quân về Campania và nghỉ đông.
Sang năm 279 TCN, Pyrros mang quân vào Apulia và giao chiến với các tổng tài La Mã Publius Decius Mus và Publius Sulpicius Saverrio trong trận Asculum. Pyrros lại thắng, diệt được 6000 quân La Mã nhưng cũng tổn thất 3500 quân Hy Lạp. Một lần nữa, Pyrros mất rất nhiều tướng giỏi và binh sĩ tinh nhuệ nhất của mình. Pyrros cũng không thể tuyển mộ quân mới do nội bộ người Molossia bất hòa và dân Gallia xâm lược miền bắc Ipiros. Liên minh của Pyrros ở Ý cũng không thật sự đoàn kết. Trái lại, quân La Mã có khả năng nhanh chóng bù đắp sự mất mát bằng những tân binh. Do vậy, khi có người ca ngợi chiến thắng Asculum, Pyrros đã nói:
| “        | Nếu ta thắng một trận như vậy nữa, ta sẽ thua chung cuộc. | ” |
| — Pyrros |                                                           |   |

## Chiến dịch Sicilia
Vào thời điểm khăn này, những viễn cảnh mới lại làm cho Pyrros phân tâm. Người Sicilia ngỏ ý dâng nộp các thành phố Syracuse, Leontini, Agrigentum nếu Pyrros chấp nhận chỉ huy quân đội Sicilia chống quân xâm lược Carthage và lật đổ chế độ cai trị tàn bạo. Cùng lúc đó, Pyrros nhận tin quân Gallia đã đánh bại quân Macedonia, giết cả vua Ptolemaios Keraunos. Đây là cơ hội để Pyrros chiếm lại Macedonia; nhưng cuối cùng, Pyrros quyết định chiếm Sicilia vì vùng này gần Tarentum và sẽ là bàn đạp dẫn đến những vùng đất giàu có ở Bắc Phi. Pyrros hoãn lại chiến dịch Tarentium, chỉ để lại một đội quân đồn trú ở Tarentum do Milo chỉ huy. Người Tarentum đòi Pyrros phải hoặc là chấm dứt chiến tranh với La Mã hoặc là rút binh đoàn này về, nhưng Pyrros bắt dân Tarentium câm miệng và đợi đến khi ông ta quay lại. Sau đó, Pyrros vượt biển sang xâm lược Sicilia. Hầu hết các thành phố Sicilia đều mở cửa cho quân Hy Lạp kéo vào.

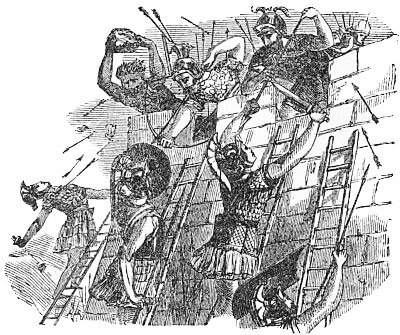
Pyrros vây hãm thành Lilybaeum, tranh vẽ trong tiểu sử Pyrros của John Abbott, ấn bản 1901.

Năm 278 TCN, Pyrros đã trục xuất được quân Carthage khỏi phân nửa hòn đảo. Kế đến, Pyrros thúc quân đánh chiếm Eryx, pháo đài kiên cố nhất của quân đội Carthage. Theo sử cũ, quân Carthage đại bại và Pyrros làm chủ hầu hết Sicilia. Trong những dân tộc ở đất Ý khi đó có người Mamertum rất hung hãn và thiện chiến, thậm chí họ còn bắt nhiều người Hy Lạp phải cống nạp cho. Tuy nhiên, Pyrros đã bắt giữ và giết sạch những người thu cống vật, đồng thời đánh phá lãnh thổ người Mamertum và hạ được nhiều thành trì của họ. Sau đó Pyrros tung quân đánh Lilybaeum, thành lớn cuối cùng Carthage ở Sicily. Dân Carthage xin đình chiến như Pyrros cự tuyệt. Quân Carthage đã đẩy lui các cuộc tấn công của Hy Lạp vào Lilybaeum, làm dân Sicilia không còn tin tưởng vào Pyrros.
Sau thất bại ở Lilybaeum, Pyrros bèn tính chuyện bành trướng vào châu Phi. Pyrros bấy giờ đã có nhiều chiến thuyền nhưng thiếu lính thủy. Để chiêu mộ thủy quân, Pyrros dùng những biện pháp tàn nhẫn để bắt người Sicilia làm lính thủy cho mình. Đồng thời Pyrros tuyên bố lập chế độ độc tài quân sự cai quản Sicilia. Người Sicilia hết sức phẫn nộ, họ kích động các thành phố đồng loạt nổi dậy và cầu cứu các cựu thù như Carthage và Mamerthum. Chính phủ Carthage lập tức xua quân tấn công Pyrros, nhưng bị đánh tan. Song chiến thắng này của Pyrros đã không làm dân Sicilia thiện cảm với ông ta hơn. Khi Pyrros nhận được những bức thư khẩn cấp của dân Samnium và Tarentum báo rằng quân La Mã đã đánh bại họ, vua Ipiros quyết định trở lại đất Ý. Lúc xuống thuyền, Pyrros chỉ vào Sicilia và nói với các tướng:
| “        | Đây là chiến địa mà tôi giao lại cho người La Mã và Carthage! | ” |
| — Pyrros |                                                               |   |

Trên đường rút, Pyrros bị quân Carthage và Mamertum truy đuổi dữ dội. Hạm đội Carthage đã đánh đắm 70 chiến thuyền của Hy Lạp. Khi Pyrros và số quân còn lại lên bờ, quân Mamertum gồm 1 vạn người cũng đã vượt biển sang và chặn đánh quân Hy Lạp. Pyrros đánh trả quyết liệt và buộc người Mamertu, phải rút lui. Trong cuộc chiến này Pyrros bị kiếm chém ở đầu và được đưa về cứu chữa ở hậu phương. Một chiến binh to khỏe nhất và được trang bị tốt nhất của Mamertum xông lên thách đấu với Pyrros. Không để ý đến lời khuyên của thầy thuốc và đám tùy tùng, Pyrros lao qua đám đông chiến binh bảo vệ và bằng một nhát kiếm dũng mãnh, ông đã chém đứt đôi người khổng lồ suốt từ đỉnh đầu đến chân. Khi chứng kiến sức mạnh kinh khủng của nhát chém này, người Mamertum phải bỏ chạy. Từ đây Pyrros rút lui an toàn về Tarentum.

## Trận Beneventum
Trong lúc Pyrros đánh Sicilia, La Mã đã chiêu một được một đội quân lớn. Do liên tục bị quân La Mã đánh bại, người Tarentum đã nản chí. Nhiều người còn căm ghét Pyrros vì bỏ rơi họ trong thời gian ở Sicilia. Tuy nhiên, Pyrros vẫn quyết định tấn công quân La Mã. Năm 275 trước Công nguyên, Pyrros chia quân làm 2 cánh: cánh thứ 1 đánh Lucania; cánh thứ 2, vốn thiện chiến hơn và do Pyrros trực tiếp chỉ huy, đánh Beneventum.
Quân La Mã do tổng tài Manius Curius Dentatus chỉu đã xây đồn lũy vững chắc tại Beneventum. Pyrros dự định tiêu diệt quân La mã bằng một cuộc đột kích đêm. Nhưng trên đường hành quân đến Beneventum, quân Hy Lạp phải len nhiều bụi cây rậm rạp và nhiều người đã bị lạc. Đến rạng sáng, quân Hy Lạp mới nhìn thấy doanh trại La Mã. Manius Currius bất ngờ tập kích và đánh bại đội tiên phong của Pyrros. Sau đó, toàn quân La Mã nhất tề xông lên đánh tan quân Hy Lạp. Trận Beneventum kết thúc với thất bại chung cuộc của Pyrros. Ông dẫn tàn quân chạy về thành Tarentum. Sau đó, Pyrros gửi thư cầu viện các vương quốc Macedonia, Ai Cập và Syria. Vua Macedonia Antigonos II Gonatas chối từ, nhưng vua Syria Antiokhos I Soter hứa sẽ đưa quân sang giúp. Sự từ chối của Antigonos đã thuyết phục Pyrros chấm dứt hoàn toàn chiến dịch Tarentium; nhưng tin quân Syria sửa soạn đánh Tarentium đã làm người La Mã không dám tiến công; nhờ đó, Pyrros rút lui an toàn khỏi Nam Ý. Pyrros để lại một đội quân đồn trú ở Tarentum do Milo và Helenus chỉ huy, nhưng bản thân ông không bao giờ quay trở lại đó nữa.

## Chinh chiến ở Hy Lạp

### Đánh Macedonia
Về Ipiros, Pyrros còn 8000 bộ binh và 500 kỵ binh, nhưng quốc khố đã điêu đứng khiến Pyrros không thể trả lương đều đặn. Để giải quyết vấn đề này, đầu năm 276 TCN, Pyrros liên kết với người Gallia đánh Macedonia. Pyrros rất giận vua Macedonia Antigonos vì không chi viện trong cuộc chiến chống La Mã. Sau một số trận thắng ban đầu, Pyrros triệu hồi con là Helenos về tham gia trận đánh Macedonia, dù Milo vẫn đóng quân ở Tarentium. Trong trận quyết định tại Aoös, gần Antigoneia, Pyrros đánh bại hoàn toàn quân Macedonia. Không còn lựa chọn nào khác, Antigonos II cùng tàn quân trốn khỏi Macedonia và an trí ở Thessalonike.

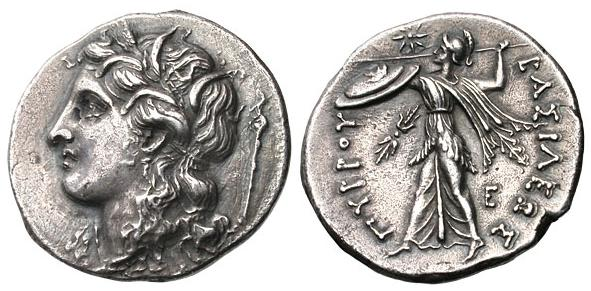
Đồng tiền cổ của Pyrros.

Sau trận Aoös, Pyrros xưng vương cai trị phần lớn Macedonia và Thessaly, trong khi Antigonos chỉ còn giữ hai thành phố ven biển và một hạm đội hùng hậu. Tuy nhiên, Pyrros sớm bị dân Macedonia ai oán vì đã thả cho quân đánh thuê người Gallia cướp bóc lăng mộ các vua Macedonia ở điện Vergina. Người Macedonia kêu gọi Pyrros trừng trị nhóm lính này nhưng ông từ chối

### Cuộc vây hãm Sparta
Năm 272 TCN, một người Sparta là Cleonymos thỉnh cầu Pyrros tấn công Sparta. Cleonymos đã tranh ngôi với vua Sparta Areus I nhưng không thành công. Chưa hết, vợ Cleonymos là Chilonis lại ngoại tình với con Areus là Acrotatus. Nhận lời Cleonymos, Pyrros mang 25000 bộ binh, 2000 kỵ binh và 24 voi chiến đi đánh Sparta. Chiến dịch tấn công Macedonia bị hủy bỏ giữa chừng.

Cuộc vây hãm Sparta, vẽ bởi Jean-Baptiste Topino-Lebrun.

Theo sử sách, động cơ chính của Pyrros không phải để hỗ trợ Cleonymos, mà là để thừa cơ chiếm bán đảo Peloponnesos. Ông đánh bại quân của Areus I ở ngoại vi Sparta, sau đó tiến vào nội đô thành phố. Mặc dù quân chủ lực Sparta đã được Areus I mang đi đánh đảo Crete, quân dân Sparta vẫn xây chiến lũy chống cự Pyrros. Họ đào một đường hào sâu 1,8 mét, rộng 2,7 mét và dài tới 240 mét, ngoài ra còn dựng những chướng ngại lớn để ngăn voi chiến. Dưới sự chỉ huy trực tiếp của Pyrros, quân Ipiros mở nhiều đợt tấn công dữ dội nhưng đều bị chặn lại. Pyrros bèn sai con là Ptolemaios dẫn 2000 quân Hy Lạp và Gallia đánh bọc sườn phòng tuyến địch. Trên đường tiến, quân Ptolemaios gặp những chiến ngại vật được chôn sâu dưới đất và sát nhau đến nỗi họ phải dào chúng lên và đẩy chúng ra. Acrotatus nhìn thấy mối đe dọa này bèn cùng với 300 quân Sparta đi vòng đánh tập hậu Ptolemaios. Đội quân Hy Lạp-Gallia của Ptolemaios tan rã. Đến tối, quên Sparta vẫn giữ vững trận địa và quân Pyrros chịu thiệt hại rất nặng.
Trong đêm đó, Pyrros nằm mộng thấy những đợt sấm sét trút xuống thành phố, làm cho cả Sparta rực sáng. Pyrros đoán đây là điềm lành, nhưng một tướng Ipiros là Lysimachos đã giải thích đó là thông điệp của thần rằng Sparta sẽ không thất thủ và những chỗ sét đánh là những chỗ linh thiêng bất khả xâm phạm. Pyrros phớt lờ ý kiến này. Sang hôm sau, Pyrros tiếp tục công kích thành phố. Sau nhiều đợt tấn công bất thành, Pyrros suýt nữa đã chọc thủng được phòng tuyến; nhưng đúng lúc đó con ngựa của Pyrros bị trúng tên và gục chết. Quân Ipiros bị đẩy lùi với tổn thất lớn. Quân Sparta cũng thương vong nhiều, nhưng thế trận đã thay đổi khi Areus I mang 2000 quân về từ Crete. Một tướng của Antigonos là Phocas cũng đem quân từ Corinth đến đánh Pyrros. Cùng lúc đó, Pyrros nhận tin một cuộc nội chiến đang xảy ra ở thành phố Argos; 1 phe do Aristeas lãnh đạo cầu cứu Pyrros còn phe kia do Aristippus lãnh đạo nhờ đến Antigonos II kẻ thù cũ của Pyrros. Pyrros bèn rút quân khỏi Sparta để đánh Argos.
Trên đường rút, Pyrros liên tục bị quân Sparta phục kích quấy nhiễu. Tướng Sparta là Evalvus đã chém được con Pyrros là Ptolemaios. Đau đớn về mất con, Pyrros bất ngờ quay lại và lăn xả vào chém giết quân Sparta. Evalvus tử trận cùng một bộ phận lớn quân Sparta. Pyrros tiếp tục rút lui

### Chết tại Argos
Pyrros và Antigonos đều đưa quân đến Argos. Không muốn rơi vào cảnh rối loạn, dân Argos đề nghị cả hai vua rút quân khỏi thành phố. Antigonos đồng ý và gửi con mình để làm con tin cho người Argos để chứng minh sự thành thật của mình. Pyrros cũng chấp nhận rút quân nhưng từ chối gửi con tin, do đó dân Argos không tin tưởng nơi ông. Quả nhiên là đến đêm, Pyrros tiến quân vào Argos.
Quân tiên phong của Pyrros tiến chiếm khu thương mại Argos, nhưng cổng thành không đủ cao để cho tượng binh kéo vào. Pyrros gỡ các thùng chở quên khỏi lưng voi, để voi tự tiến vào thành, rồi sau đó đặt lại các thùng lên lưng voi. Việc này đã gây tiếng ồn lớn làm lộ ý đồ xâm lược của Pyrros. Dân Argos lui vào các thành lớn và viết cầu cứu Antigonos II. Antigonos sai con là Helenos và các tướng giỏi đến cứu Argos. Areus I cũng mang đại quân Sparta vào Argos. Quân Macedonia, Sparta cùng quân dân địa phương đã đánh bại đội quân tiên phong của Pyrros. Pyrros tự mình dẫn kỵ binh vào thành phố giao chiến. Hệ thống ao hồ, vũng lầy và ống dẫn nước của Argos đã làm chậm bước tiến của quân Pyrros và hai bên hẹn đến sáng mai giao chiến.

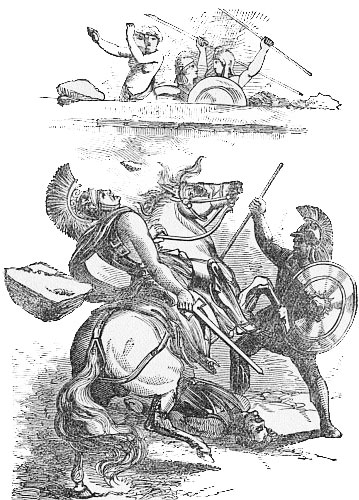
Hình vẽ cái chết của Pyrros

Đầu sáng hôm sau, Pyrros tiến vào khu thương mại của Argos. Tại đây Pyrros phát hiện một số bức tranh vẽ bò và sói đánh nhau. Ông trở nên hoang mang vì từng nghe bói rằng ông sẽ chết khi nhìn thấy một hình vẽ như vậuy. Pyrros ra lệnh rút quân, nhưng do các cổng thành quá chật chội, Pyrros sai con là Helenus phá một cổng để đại quân dễ bề triệt thoái. Nhưng Helenos không hiểu lệnh, lại sai một cánh quân i đưa tin cho Helenos do đang hoảng sợ và rối trí nên làm sai lệnh của nhà vua. Do đó, Helenos không hiểu rõ lệnh của vua cha và kéo một cánh quan vào trợ chiến.
Trong lúc đó, liên quân Macedonia, Sparta và Argos phản kích dữ dội vào khu thương mại thành phố. Pyrros cố len qua một con đường chật để ra ngoại thành thì gặp quân Helenos tiến tới. Pyrros cố kêu họ rút đi nhưng họ không nghe, và quân đội của ông trở thành một nhúm hỗn độn Trước tình huống này, Pyrros bỏ chiếc vương miện mà ông đội trên mũ trụ để những binh sĩ đứng xa nhận ra ông. Rồi Pyrros quay sang chặn đánh truy binh địch. Một dân binh Argos đã đâm trúng Pyrros khiến ông bị thương nhẹ. Pyrros quyết định trả thù người này. Theo Plutarchus, mẹ của người dân binh này đang đứng trên mái nhà, đã quan sát thấy Pyrros xông tới con mình. Bà ta dùng 2 tay ném một viên ngói trúng ngay đầu ông. Do chạm phải mũ trụ, viên đá rơi xuống gáy, làm gãy xương gáy của Pyrros. Pyrros ngã ngựa và bị lính của Antigonos chém chết, hưởng dương 46 tuổi.
Theo Plutarchus, khi Alcyoneos dâng thủ cấp Pyrros cho Antigonos II, Antigonos quở trách Alcyoneus là một kẻ phi nhân tính và đuổi Alcyoneus đi. Antigonos II lấy vạt áo lau nước mắt vì xót thương Pyrros. Toàn bộ quân đội của Pyrros bị Antigonos II bắt giữ và tiếp đãi nồng hậu. Helenos được tha về nước. Tại nơi thi hài Pyrros được hỏa thiêu, người ta xây một khu tưởng niệm chứa vũ khí của ông và tranh vẽ con voi chiến. Tuy nhiên, đến nay người ta vẫn không rõ là xác của ông được đưa vào an táng ở dền Demeter tại Argos hay là đem về táng tại Hoàng cung Pyrheum của ông ở Ambracia. Ít lâu sau khi hay tin Pyrros chết, người Tarentum đầu hàng La Mã. La Mã cho phép lực lượng đồn trú Ipiros dưới quyền Milo về nước.

## Đánh giá
Pyrros không phải là ông vua giỏi trị nước, nhưng thường được xem là một trong những tướng đánh trận hay của phương Tây cổ đại. Plutarchus chép rằng Hannibal từng khen Pyrros là "vị tướng tài ba nhất từ trước thời nay". Appian mô tả có phần hơi khác, cho rằng Hannibal xem Pyrros là vị tướng giỏi thứ hai thế giới, chỉ sau Alexandros Đại đế.. Bên cạnh đó, Pyrros còn được biết đến vì đã làm tiêu hao rất nhiều sinh mạng binh tướng để đổi lấy những chiến thắng của mình. Câu nói của Pyrros sau trận Asculum đã trở thành nguồn gốc của thành ngữ "chiến thắng kiểu Pyrros" rất thông dụng trong văn hóa phương Tây, chỉ kết quả một trận đánh mà bên thắng chịu thiệt hơn bên thua và có khả năng trở thành người thua chung cuộc.

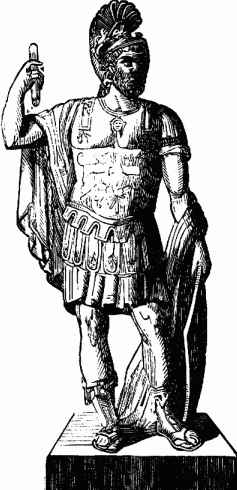
Minh họa về Pyrros trong Young Folks' History of Rome, được Charlotte Mary Yonge thực hiện.

Pyrros cũng là một nhà lý luận quân sự, đã bày tỏ quan điểm quân sự của mình qua hồi ký và một vài binh pháp. Theo Plutarchus, Pyrros say mê quân sự đến mức ông không bận tâm với một điều gì khác. Khi có người hỏi Pyrros rằng ai là người thổi sao hay nhất trong cung đình của ông, Pyrros trả lời Polyperchon là một tướng giỏi. Những tác phẩm quân sự của Pyrros giờ đây đã mất; tuy nhiên, theo Plutarchus, chúng đã ảnh hưởng lớn đến Hannibal, không những thế, Cicero đã ca ngợi các binh pháp này là những "công trình tuyệt vời". Ành hưởng của các binh pháp này đối với nền quân sự phương Tây cổ đại còn được thể hiện qua việc 200 năm sau khi Pyrros chết, quân đội La Mã vẫn phải nghiên cứu chúng.
Sử cũ Hy Lạp nhận định Pyrros là người không biết xác định và theo đuổi mục tiêu cụ thể. Ông ham thích chinh phạt, nhưng lại không có sách lược quân sự, chính trị lâu dài. Pyrros mở nhiều chiến dịch quân sự ở châu Âu nhưng ông dễ dàng bỏ dỡ chúng nếu bị phân tâm bởi những viễn cảnh mới. Do đó, kẻ thù của Pyrros là Antigonos đã mô tả ông là kẻ chuyên chơi súc sắc, rất giỏi gieo súc sắc nhưng không biết phát huy lợi thế của mình. Sử gia thế kỷ 19 Jacob Abbott kết luận, Pyrros "đã không làm nên điều gì", vì ông "không có kế hoạch, không có đường lối, không có mục tiêu, nhưng dễ cuốn theo những cám dỗ nhất thời...", vầ cuối cùng ông chỉ "thành công... trong việc giết hại vô số người, và chinh phạt nhiều vương quốc dù chỉ tạm thời và không vì hoạch định lâu dài". Ngoài ra, một nhược điểm khác của Pyrros đó là sử dụng quá nhiều lính đánh thuê đắt tiền mà không duy trì một ngân khố dồi dào tại Ipiros.

### Tư cách
Theo Plutarchus, Pyrros là người rất rộng rãi với bạn bè và luôn giữ được sự điềm tĩnh, sẵn sàng tha tội cho những kẻ báng bộ ông. Ông luôn cố đền đáp công ơn của người khác. Một lần Pyrros được một người bạn tên là Aeropus giúp đỡ nhưng người này mất khi ông chưa kịp đền đáp. Điều này làm cho Pyrros đau khổ hơn là cái chết của người bạn đó. Một lần khác, khi nhà vua còn ở thành Ambracia, bạn bè Pyrros khuyên ông nên trục xuất một kẻ chẳng biết làm gì ngoài việc nói xấu ông, nhưng Pyrros trả lời: "Tốt hơn hết là nên để hắn ở đây và công khai nói những điều đó hơn là đi gieo rắc những tin nhảm nhí ở những nơi khác."
Trong một bữa tiệc rượu, vua Pyrros có hỏi một số người rằng họ có bình phẩm gì về ông không. Một người trả lời: "Có, chúng tôi có nói về ông, nhưng nếu có thêm rượu chúng tôi còn nói nhiều hơn nữa." Nghe vậy, Pyrros mỉm cười và để họ đi mà không trừng phạt.
Sử cũ của Plutarchus cũng thuật lại sự ân cần của Pyrros đối với một lãnh đạo của La Mã. Cuối năm 280 TCN, cựu tổng tài La Mã Gaius Fabricius từ Roma đến doanh trại Pyrros để thương nghị về việc thả tù binh La Mã. Nghe cố vấn Cineas nói rằng Fabricius là bậc hào kiệt hiếm có, nên Pyrros tỏ ra rất quý trọng Fabricius, cố thuyết phục Fabricius nhận một số vàng, nói đó chỉ là một cử chỉ biểu lộ lòng kính trọng và hiếu khách chứ không có mục đích xấu xa nào nhưng Fabricius lại từ chối mọi quà tặng. Ngưỡng mộ sự thông thái tuyệt vời của Fabricius, Pyrros mời ông sang làm cố vấn của mình để đổi lại nhà vua sẽ thương lượng chấm dứt chiến tranh, nhưng Fabricius trả lời:
| “           | Hỡi vua, điều này không mang lại điều tốt cho ông đâu. Một khi quân của ông biết rõ tôi, họ sẽ tôn tôi làm vua thay thế ông!. | ” |
| — Fabricius | |   |

Pyrros không hề biểu thị sự tức giận nào khi nghe Fabricius nói vậy mà ngược lại, ông đã tuyên dương trí tuệ của Fabricius cho thuộc hạ nghe. Pyrros cũng cho Fabricius dẫn tất cả tù binh La Mã về Roma trong dịp lễ Saturnalia. Thái độ tử tế của Pyrros đã được Fabricius báo đáp. Khoảng năm 278 TCN, Fabricius nhận thư từ một thầy thuốc của Pyrros gửi cho Fabricius hứa sẽ hạ độc Pyrros, đổi lại Fabricius phải trả công xứng đáng. Nhưng Fabricius đã cùng tổng tài Quintus Aemilius gửi thư báo Pyrros, có đoạn:
| “ | Caius Fabricius và Quintus Aemilius - hai Tổng tài La Mã gửi Pyrros. Hỡi vua, dường như ông đã không phân biệt được ai là bạn, là thù. Sau khi đọc thư này, Khi đọc bức thư này, ông sẽ ngộ ra rằng ông đang đánh nhau với những người chính trực, nhưng lại tin tưởng những tên xấu xá. Chúng tôi báo ông biết điều này mà không cần báo đáp, vì không muốn ông chết vì bị phản trắc. Điều đó sẽ làm giảm giá trị chiến thắng của chúng tôi. | ” |

Pyrros tin lời Fabricius, lập tức bắt giết người thầy thuốc phản bội. Sau đó, ông sai Cineas sang Roma để trao trả những tù binh La Mã bị bắt sau trận Asculum. Hai bên cũng nhất trí tạm ngưng chiến tranh để Pyrros sang Sicilia đánh Carthage. Theo Plutarchus, trong các bạn bè, thuộc hạ của Pyrros, thầy thuốc nêu trên là người duy nhất làm phản ông.
Pyrros có nhiều vợ, người đầu tiên là công chúa Ai Cập Antigona, sau đó ông cưới thêm con gái vua Paeonia, Bircenna con gái vua Bardilis xứ Illyria, và Lanassa con gái bạo chúa Agathocles xứ Syracuse. Với Antigona Pyrros có một con trai là Ptolemaios (295 - 272 trước Công Nguyên). Lanassa cũng sinh hạ Alexandros II (vua Ipiros kế tục ông), còn Bircenna thì sinh hạ Helenus. Các con Pyrros được huấn luyện quân sự rất khắt khe và chu đáo. Tương truyền khi một người con hỏi Pyrros muốn truyền ngôi cho ai, Pyrros trả lời:
| “        | Cho người có lưỡi gươm sắc bén nhất. | ” |
| — Pyrros |                                      |   |

Các con gái của Pyrros là: Nereis (cưới Gelon xứ Syracuse), Olympias (cưới anh là Alexandros II) và Deidameia (còn gọi là Laodameia).
Theo một tương truyền thì cái tên "Shqiptarë" (Những người con của đại bàng) của người Albania xuất phát từ một phát ngôn của Pyrros. Khi ai đó khen ngợi sự thần tốc của quân đội ông, Pyrros tự hào đáp rằng đó là chuyện thường vì các chiến binh của ông là "Những người con của đại bàng" và họ vận động trông như vua của các loài chim tung hoành trên không trung.